# Саут Реново (Пенсилванија)
Саут Реново (енгл. South Renovo) град је у америчкој савезној држави Пенсилванија.

## Демографија
По попису из 2010. године број становника је 439, што је 118 (-21,2%) становника мање него 2000. године.
| Група             | 2000.       | 2010.       |
| Белци             | 556 (99,8%) | 435 (99,1%) |
| Афроамериканци    | 0 (0,0%)    | 0 (0,0%)    |
| Азијати           | 0 (0,0%)    | 1 (0,2%)    |
| Хиспаноамериканци | 0 (0,0%)    | 2 (0,5%)    |
| Укупно            | 557         | 439         |